# Tweede Kamerverkiezingen 1989/Kandidatenlijst/PDS
Dit is de kandidatenlijst voor de Tweede Kamerverkiezingen 1989 van de Partij Democratisch Socialisten. De partij deed mee in vier van de negentien kieskringen.

## De lijst
1. Robbie Wormer - 378 stemmen
2. Floris Michiels van Kessenich - 28
3. Jozef Chocolaad - 13
4. Cornelis Marijs - 6
5. Gerardus Lalleman - 8
6. Hadjirakhatoen Soebratie - 19

CDA · PvdA · VVD · D66 · SGP · Groen Links · GPV · RPF · VCN · SP · Humanistische Partij · Milieu Defensie Partij 2000+ · PDS · Realisten Nederland · AWP · Bejaarden Centraal · Vrouwenpartij · Socialistische Minderheden Partij · Centrumdemocraten · De Groenen · PPvO · VMP · SAP · Grote Alliance Partij · Staatkundige Federatie